# Otso
Otso (« le front large »), Ohto, Kontio, metsän kuningas (« le roi de la forêt »), et mesikämmen (« pattes de miel »), sont les principales circonlocutions utilisées dans la mythologie finnoise, pour désigner l'esprit de l'ours, que l'on ne doit jamais nommer. 
L'ours est sans conteste l'animal le plus vénéré dans le croyances des peuples ouraliens : on lui présente ses excuses pour l'avoir chassé, on lui parle pour lui faire croire qu'il est tombé de l'arbre, on le cajole et on finit par déposer quelques pièces de sa dépouille dans un arbre sacré où il pourra poursuivre sa vie sylvestre. Ces coutumes païennes ancestrales, décrites par Gabriel Rebourcet en préface de la nouvelle édition du Kalevala (Quarto Gallimard, 2010), avaient encore cours au début du XXe siècle chez les peuples finno-ougriens de Sibérie.
Les chants sacrés du culte de l'ours concernent la plupart des peuples de tradition finno-ougrienne : finnois, estoniens, samis, mordves, khantys, mansis.